# Järnvägshotellet
Järnvägshotellet är en svensk TV-serie i tre delar från 2003, regisserad av Ella Lemhagen. Manus skrevs av Hans Rosenfeldt och i rollerna ses bland andra Rolf Lydahl, Tord Peterson och Alexandra Rapaport.

## Handling
Ett skelett påträffas i en vägg när ett gammalt järnvägshotell ska renoveras. Kommissarie Haglund och kollegan Konrad tar sig an fallet.

## Rollista
- Rolf Lydahl – kommissarie William Haglund
- Tord Peterson – Helge Petersson
- Alexandra Rapaport – Anne Holmberg
- Ingela Olsson – Mona Haglund
- Johannes Kuhnke – Konrad Bergqvist
- Sten Ljunggren – Filip Hammarén
- Camaron Silverek – Alexander Haglund
- Anders Andersson – Yngve Kollgren
- Katharina Cohen – Karin Ström
- Bodil Mannheimer – Vanja Eriksson
- Jan Tiselius – präst
- Arne Westin – statistroll

## Om serien
Järnvägshotellet sändes i tre sextiominutersavsnitt mellan den 10 och 24 februari 2003 i Sveriges Television. Den fotades av Viktor Davidson och klipptes av Sigurd Hallman.